# ミラーズ
『ミラーズ』（原題：MIRЯORS）は、2008年のアメリカ合衆国のホラー映画。監督はアレクサンドル・アジャ、出演はキーファー・サザーランドとポーラ・パットンなど。

## 概要
当初のタイトルは『Into the Mirror』だったが、撮影を開始した2007年5月1日ごろ、『MIRЯORS』へ変更されている。激しい暴力シーン・恐ろしい映像・暴言（と少しのヌードシーン）が含まれていることから、MPAAのレイティングでR指定を受けた。
2003年に公開された韓国のホラー映画『Mirror 鏡の中』（英題：Into the Mirror）との類似点がいくつか存在し、映画の最後のクレジットには「『Into the Mirror』を基にしている」とあるが、監督のアジャは否定する発言をしている。
続編にオリジナルビデオとして製作された『ミラーズ2』がある。

## ストーリー
誤射によって人を死なせてしまった元刑事のベン・カーソンは、復職に向けて警備員の仕事に就くことになる。担当することになったのは、5年前の大火災で多数の死傷者を出し、廃墟となったまま放置されている巨大ショッピングセンター“メイフラワービル”の夜勤だった。
初勤務の夜、ベンはビルの鏡に手形がついていることに気付き袖で磨くが、一向に消える様子がない。その鏡に映る扉が開いたように見えたベンが扉の先にある階段を下りると、ビルの地下は水浸しになっていた。別の勤務日には、鏡についた手形に左手を合わせると手の平が大きく切れ、鏡に映る大火災の惨劇に巻き込まれる幻覚に襲われてしまう。幻覚から解放されたベンは混乱するが、偶然に前任者であるゲイリー・ルイスの財布を発見し、中から「エシカー（esseker）」と書かれたメモを見つけ出す。続けて、突如聞こえてきた女性の叫び声のもとへ駆けつけてみると、そこには鏡にだけ映る焼け爛れた女の姿があった。
鏡を恐れるようになったベンが家で休んでいたところ、自分のことを知るはずがないゲイリーから小包が送られてくる。中身はメイフラワービルの大火災に関する新聞記事の切り抜きで、ベンは日勤の警備員ロレンツォ・サペッリに話を聞こうとするが、彼はゲイリーが死んでいたことだけ告げて、妻との食事に出掛けてしまう。別居中の妻で解剖医のエイミーに無理を言ってゲイリーの遺体を確認させてもらうと、彼は鏡の破片で自ら首を切った自殺だと判断されていたが、その破片には血がついていなかった。ベンは恐ろしい現象が起きているとエイミーに訴えるが、断酒のために服用している薬が見せる幻覚と思われ相手にされない。
ベンが家に戻ると、家主である妹のアンジェラが無残な死を遂げていた。妹の死の原因が例の現象にあると察したベンは、事態を解決するためにメイフラワービルの鏡を割ろうとするが、いくら傷つけても鏡は瞬時に再生してしまう。絶望したベンが「どうしてほしいんだ！？」という叫ぶと、鏡にエシカーの文字が浮かんでくる。
ベンは元同僚のラリーにエシカーについて調べてもらうが、何も情報が出てこない。続けて、メイフラワービルに放火したテレンス・ベリーを調べてもらい、彼が逮捕後に入院していた精神病院を訪れる。テレンスが聴取される様子をビデオで確認すると、彼は「鏡を始末するために放火した」「鏡に妻と子供たちを殺された」「皆エシカーを探してる」と供述していた。
妻子にも危険が及ぶと確信したベンは、エイミーと2人の子供が住む家に急行して家中から鏡を撤去し始める。家政婦から事態を知らされたエイミーが帰宅し、正気を疑われたベンは自身の行いが正しい事を証明しようとするが、その場で鏡を破壊しても再生することはなく、逃げるように車で去っていく。道中、助手席側のサイドミラーに貼られた「鏡に映る物は見た目よりも近くにある（OBJECTS IN MIRROR ARE CLOSER THAN THEY APPEAR）」という安全警告文に気付くと、ベンの足はメイフラワービルの地下へと向けられた。
地下の通路を進むと“聖マシューズ病院（ST. MATTHEW'S HOSPITAL）”の案内が貼られており、その傍の壁は後から塞がれたようになっている。ベンが壁を崩すと中は広い部屋になっており、中央に置かれた拘束具の付いた椅子は、ドーム上に配置されたマジックミラーの鏡面に覆われていた。ラリーに病院とエシカーについて調べてもらうと、迷宮入り事件の資料からアンナ・エシカーの存在が明らかになる。精神科の患者だったアンナは1952年に12歳で死亡し、それは他の患者たちと殺し合ったためだという。事件の資料を確認したベンは、アンナのカルテに事件2日前の退院記録があることから、アンナが現在も生きているのではないかと思い至る。
翌朝、エイミーから「鏡の中に何かがいる」と助けを求められたベンは、2人で協力して家にある鏡や写真立てなどの『光が反射する物』を塗料で塗りつぶし、窓を新聞紙で覆っていった。その後、アンナを捜索するため故郷らしきペンシルベニア州に向かうと、彼女の兄であるロバート・エシカーに辿り着く。病院での事件後、ロバートたちは帰ってきたアンナを匿ったが、奇妙な現象に悩まされるようになったため、彼女を鏡のない“聖アウグスティン修道院”へと厄介払いしていた。
ベンは修道院でアンナとの面会を果たし、メイフラワービルにある鏡の正体を聞かされる。統合失調症と診断されたアンナは、鏡面に覆われた椅子に拘束されるという誤った治療を受け、それによりとり憑いていた悪霊が鏡の中に入ってしまったのだという。家族を助けるためにアンナを連れ出そうとするベンだが、彼女は「自分が行けば悪霊が解き放たれる」と応じてくれない。日が暮れる頃、一旦エイミーに連絡を取ってみると、眠っている間に家からマイケルの姿が消えただけでなく、家中の床が水浸しになり鏡の塗料が剥がされていた。悪霊に唆されたマイケルにより鏡面だらけになった家で、エイミーと娘のデイジーは悪霊に襲われ始める。
家族の危機を知ったベンはアンナに銃を突きつけて脅し、強引にメイフラワービルの地下へと連れて行く。覚悟を決めたアンナが目を閉じて例の椅子に座りしばらく経つと、彼女の周囲にあるマジックミラーとビル中の鏡が粉々に砕け散り、エイミーたちは悪霊の攻撃から解放された。アンナは悪霊に再びとり憑かれベンに襲い掛かるが、彼が起こしたガス爆発によって崩落した瓦礫の下敷きになる。
ベンは間一髪のところで崩落から逃れることに成功し、朝日に照らされるビルの外に出ていくが、何やら違和感を感じる。周囲をよく見ると、書かれている文字は全て鏡写しのように左右反転しており、左手にあるはずの怪我は反対側の手にあった。自分の姿が映らないガラスにベンが近付き、手形をつけるところで物語は終わる。

## キャスト
※括弧内は日本語吹替
ベン・カーソン
演 - キーファー・サザーランド（小山力也）
元刑事。本名はベンジャミン。1年前に誤射によって人を死なせてしまい、心を病んで酒浸りの生活を送っていた。薬の力を借りて断酒しつつ、復職のために廃墟となったメイフラワービルの夜警として働き始める。
エイミー・カーソン
演 - ポーラ・パットン（八十川真由野）
ベンの妻。解剖医。心を病んだ夫を当初はサポートしていたが、現在は2人の子供と共に別居している。ベンの不安定な精神状態を危ぶみ、彼からの電話に出ないなど厳しい態度を取るが、現在でも愛情は抱いている。
アンジェラ・カーソン
演 - エイミー・スマート（葛城七穂）
ベンの妹。バーの従業員。兄からはアンジーと呼ばれる。兄を自宅に引き取って一緒に暮らしている。
マイケル・カーソン
演 - キャメロン・ボイス
ベンの息子。6歳。ラジコンや日本のアニメが好きな少年。ベンが夜警を始めた直後から1人で鏡に話しかけるようになる。
デイジー・カーソン
演 - エリカ・グラック（日比愛子）
ベンの娘。
アンナ・エシカー
演 - メアリー・ベス・ペイル（荘司美代子）
聖マシューズ病院の元患者。精神科のケーン医師による治療を受けていた。
ロレンツォ・サペッリ
演 - ジョン・シュラプネル（青野武）
警備員。メイフラワービルの日勤を担当する。15年ほどこの仕事を続けており、5年前に起きた大火災についても詳しい。
ラリー・バーン刑事
演 - ジェイソン・フレミング（清水明彦）
ベンの元同僚。アンジェラが死亡した件を担当する他、エシカーについて調べるベンに協力する。
ロバート・エシカー
演 - ジュリアン・グローヴァー（藤本譲）
アンナの兄。
ゲイリー・ルイス
演 - ジョシュ・コール
警備員。ベンの前任者としてメイフラワービルの夜勤を担当していた。